# هیوندای سلستا
هیوندای سلستا (به انگلیسی: Hyundai Celesta) یک خودروی سدان کامپکت می‌باشد. این خودرو توسط هیوندای برای بازار چین طراحی گردیده‌است. این خودرو از سال ۲۰۱۷ در چین تولید و عرضه می‌گردد.
این خودرو در نمایشگاه گوانگژو چین در سال ۲۰۱۶ معرفی شد. این خودرو توسط هیوندای کره برای شرکت هیوندای پکن و بازار چین طراحی شده‌است.
این خودرو مجهز به سه پیشرانه ۱٫۶ لیتری ۱٫۴ لیتری و ۱٫۴ لیتری توربو چهار سیلندر می‌باشد. همچنین برای این خودرو سه نوع جعبه دنده ۶ سرعته دستی، ۶ سرعته خودکار و ۷ سرعته دوکلاچه قابل عرضه است.

## نگارخانه

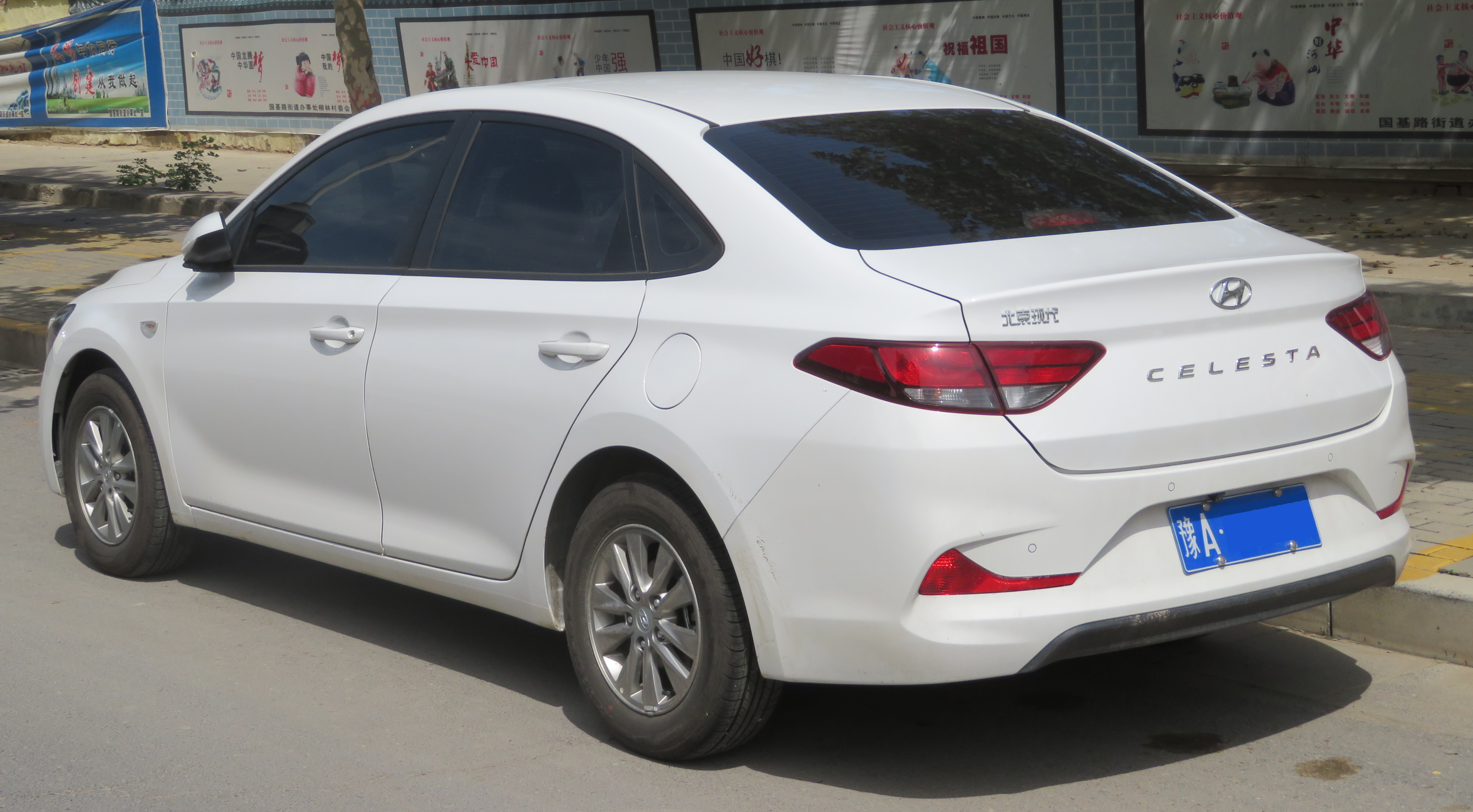
عقب هیوندای سلستا